# アミール・ゼヤダ
アミール・ゼヤダ（Amir Zeyada、1984年2月15日 - ）は、エジプト系オランダ人男性キックボクサー。ドージョー・チャクリキ所属。

## 来歴
2005年11月19日、SuperLeague Portugalにてスーパーリーグデビュー。カリム・アリオーエンに判定勝ち。
2006年5月13日、SuperLeague Elimination 2006のトーナメントにて1回戦でプリンス・ハメドにTKO勝ち、準決勝でホセ・レイスに判定負け。
2007年3月25日、タイロン・スポーンと対戦。3度のダウンを奪いTKO勝ち。金星を挙げる。

## 戦績
| 勝敗 | 対戦相手             | 試合結果                          | 大会名                                 | 開催年月日     |
| ×    | ユーセル・フィダン   | 5R KO                             | Gentleman Fight Night IV               | 2007年6月2日   |
| ○    | タイロン・スポーン   | 3R 1:49 TKO（レフェリーストップ） | Rings Gala                             | 2007年3月25日  |
| ×    | ホセ・レイス         | 3R終了 判定                       | SuperLeague Elimination 2006【準決勝】 | 2006年5月13日  |
| ○    | プリンス・ハメド     | 2R TKO                            | SuperLeague Elimination 2006【1回戦】  | 2006年5月13日  |
| ×    | ジョーダン・タイ     | 2R TKO                            | SuperLeague Apocalypse 2006            | 2006年3月11日  |
| ×    | イスバン・トート     | 3R終了 判定                       | SuperLeague Hungary                    | 2006年1月28日  |
| ○    | カリム・アリオーエン | 3R終了 判定                       | SuperLeague Portugal                   | 2005年11月19日 |
| ○    | アブデル・ベヒリ     | 1R KO                             | Day of the Parther【WKNオランダ王座】  | 2005年6月26日  |
| ×    | ドラゴ               | 5R終了 判定                       | 2 Hot 2 Handle                         | 2004年10月10日 |